# اللجنة الوطنية للتغذية
اللجنة الوطنية للتغذية هي لجنة علمية استشارية سعودية، ضمن الهيكل التنظيمي للهيئة العامة للغذاء والدواء، تقدم توصياتها وآراءها العلمية في مجال التغذية للجهات ذات العلاقة من أجل تحسين الحالة التغذوية والصحية في المملكة لبناء مجتمع صحي.

## المهام
1- تقويم حالة التغذية للمجتمع السعودي.
2- وضع الأولويات للتدخل بتعديل أو إحداث سياسات التغذية.
3- تحديد القيم المرجعية لعناصر التغذية وتحديثها بشكل دوري.
4- تقويم محتوى الأغذية من العناصر الغذائية.
5- تقديم التوصيات والآراء العلمية ذات الصلة بالتغذية للجهات ذات العلاقة.
6- إجراء الدراسات والبحوث ذات العلاقة بالتغذية.
7- إنشاء قاعدة بيانات علمية بحثية وطنية في هذا المجال.
8- أي مهمة أخرى في مجال عمل اللجنة يصدر بتحديدها قرار من مجلس إدارة الهيئة العامة للغذاء والدواء بناءً على توصية من اللجنة.